# アンビバレンス
アンビバレンス（ambivalence）とは、ある対象に対して、相反する感情を同時に持ったり、相反する態度を同時に示すこと。ドイツ語のアンビヴァレンツ（Ambivalenz）に由来する。「両価感情」や「両面価値」、「両価性」などとも翻訳されるが、そのまま「アンビバレンス」もしくは「アンビバレンツ」と表現するのが一般的。形容詞はアンビバレント（ambivalent）。

## 概説
アンビバレンスとは、ある対象に対して、相反する感情を同時に持ったり、相反する態度を同時に示すことである。たとえば、ある人に対して、愛情と憎悪を同時に持つこと（「愛憎こもごも」）。あるいは尊敬と軽蔑の感情を同時に持つこと。
オイゲン・ブロイラーが「Ambivalenz」と言う用語を創始したとされ、ジークムント・フロイトがそれを精神分析理論に組み入れた。
二つの感情のうち、一方が（とりわけ「望ましくない」などとされがちな面）が無意識下に抑圧され、それがその人の行動に様々な影響を与える、だとか、この状態が昂じると、葛藤状態に陥り、神経症の原因となることもある、と説明されることがある。
また、心理学の教科書などでは、アンビバレンスとスプリッティング（splitting）を対置して、「人は幼児期には往々にして両親についてスプリッティングな見方をするが、成長するにしたがってアンビバレントな見方をするようになる」といったような説明をしていることもある。ここで言う「スプリッティング」とは、「ママが大好きだから、パパは大嫌い」というような精神状態。対象ごとにひとつの感情だけが割り振られている状態。何かの拍子に母親のことを嫌いになると、今度は「ママは大嫌いだから、パパが大好き」といった精神状態に切り替わるような状態。そのような精神状態が、年齢を重ね、精神が成長するとともにアンビバレントな状態になるとしているのである。すなわち、大人になると一般的に「ママには好ましいところもあるけれど、好ましくないところもある。パパにも、好ましいところがあるけれど、同時に好ましくないところもある」という見方をするようになる、という説明である。